# San Isidro (Nueva Ecija)
Pour les articles homonymes, voir San Isidro.
San Isidro est une municipalité de la province de Nueva Ecija, aux Philippines. Selon le recensement de 2015, la municipalité comporte une population de 51 612 personnes. 
La municipalité est délimitée par Gapan à l'est, les municipalités de San Leonardo et Jaen au nord, San Antonio à l'ouest, Cabiao au sud-ouest, San Miguel Bulacan, au sud-est et Candaba (Pampanga) au Sud.
La majorité de la population est catholique romaine. L'économie de la municipalité repose principalement sur la culture du riz et des légumes et l'élevage de volailles et de porcs.
Dans ce territoire se trouve l'université des sciences et technologies Nueva Ecija. 

## Barangays
San Isidro est divisé en 9 barangays.
- Alua
- Calaba
- Malapit
- Mangga
- Poblacion
- Pulo
- San Roque
- Santo Cristo
- Tabon